# KFBB-TV
KFBB-TV est une station de télévision américaine affilié aux réseaux ABC et Fox, détenue par le groupe Cowles Company et située à Great Falls dans le Montana sur le canal 5.
Elle opère aussi la station semi-satellite KHBB-LD (UHF 21) qui dessert le marché de Helena (Montana).

## Télévision numérique terrestre
| Canal virtuel | Video | Aspect | Programmation                          |
| ------------- | ----- | ------ | -------------------------------------- |
| 5.1           | 720p  | 16:9   | Programmation principale KFBB / ABC HD |
| 5.2           | 720p  | 16:9   | Fox / MyNetworkTV                      |
| 5.3           | 480i  | 16:9   | SWX Right Now (en)                     |